# Beurlenia araripensis
Beurlenia araripensis (лат.) — вымерший вид настоящих креветок из семейства Palaemonidae, единственный вид рода Beurlenia. Назван в честь немецкого палеонтолога Карла Бойрлена (1901—1985). Их окаменелости были найдены в формации Крато в бассейне Арарипе на северо-востоке Бразилии. Исследование анатомии и морфологической изменчивости Beurlenia araripensis, основанное на данных ископаемых образцов формации Крато (Бразилия), было опубликовано Barros et al. (2021).